# Rajon Walky
Der Rajon Walky (ukrainisch Валківський район/Walkiwskyj rajon; russisch Валковский район/Walkowski rajon) war eine Verwaltungseinheit innerhalb der Oblast Charkiw im Osten der Ukraine. Der Rajon, welcher 1923 gegründet wurde, hatte eine Fläche von 1010 km² und eine Bevölkerung von etwa 30.000 Einwohnern. Der Verwaltungssitz befand sich in der namensgebenden Stadt Walky.
Am 17. Juli 2020 kam es im Zuge einer großen Rajonsreform zum Anschluss des Rajonsgebietes an den Rajon Bohoduchiw.
Auf kommunaler Ebene war der Rajon in eine Stadtratsgemeinde, 2 Siedlungsratsgemeinden und 17 Landratsgemeinden unterteilt, denen jeweils einzelne Ortschaften untergeordnet waren.
Zum Verwaltungsgebiet gehörten:
- 1 Stadt
- 2 Siedlungen städtischen Typs
- 97 Dörfer
- 2 Ansiedlungen